# 下道黒麻呂
下道 黒麻呂（しもつみち の くろまろ、生没年不詳）は、奈良時代の官人。姓は朝臣。官位は外従五位下・越前介。

## 経歴
淳仁朝の天平宝字4年（760年）正月、正六位上から外従五位下に叙爵。天平宝字6年（762年）4月、隠岐守に任じられるが、2年後の天平宝字8年(764年)10月、坂本男足と官職を交替する。
称徳朝の神護景雲2年（768年）2月、弓削牛養の後任の越前介に任じられる。以降の事績は不明である。

## 官歴
注記のないものは『続日本紀』による。
- 時期不詳：正六位上
- 天平宝字4年（760年）正月21日：外従五位下
- 天平宝字6年（762年）4月1日：隠岐守
- 天平宝字8年（764年）10月9日：散位
- 神護景雲2年（768年）2月18日：越前介